# Луис Бунюел
Луѝс Бунюѐл Портолѐс (на испански: Luis Buñuel Portolés, [lwˈis βuˈɲwel poɾtoˈles]) е испански кинорежисьор, създал най-важните си творби във Франция и Мексико.
Роден през 1900 година в заможно испанско семейство, той учи в Мадридския университет, където става близък приятел със своите връстници Федерико Гарсия Лорка и Салвадор Дали. В Междувоенния период е активен участник в кръга на сюрреалистите в Париж и прави първите си авангардистки филми. Заради подкрепата си за републиканците в Испанската гражданска война живее дълги години в чужбина – първо в Съединените щати, а след това в Мексико, където подновява работата си в киното. От 50-те години на XX век се налага на международната сцена като един от водещите кинорежисьори в света, продължавайки да работи почти до смъртта си през 1983 година.
Творчеството на Луис Бунюел се развива на два континента и три езика и обхваща широк кръг от жанрове, сред които експериментален филм, документалистика, мелодрама, сатира, мюзикъл, еротика, комедия, романтичен и фантастичен филм, историческа драма, криминален и приключенски филм и уестърн. Въпреки тази голяма разнопосочност, по думите на режисьора Джон Хюстън, филмите на Бунюел, независимо от жанра си, са толкова специфични, че веднага се разпознават, а според Ингмар Бергман „Бунюел почти винаги правеше Бунюелови филми“.

## Биография

### Произход и младежки години
Луис Бунюел е роден на 22 февруари 1900 година в Каланда, малък град в Арагон, Испания, в заможното семейство на Леонардо Бунюел и Мария Портолес. По-късно Бунюел пише, че в Каланда „Средновековието продължи чак до Първата световна война“. Най-големият в семейство със седем деца, той има двама братя – Алфонсо и Леонардо, и четири сестри – Алисия, Консепсион, Маргарита и Мария.
Когато Бунюел е на четири месеца и половина, семейството се премества в Сарагоса, където са сред най-богатите жители на града. Там получава строго образование в частен йезуитски колеж. Изгонен и обиждан от свой преподавател, той отказва да се върне в училището и учи последните две години от средното си образование в местно обществено училище.
Още като дете Бунюел показва интерес към представленията – негови приятели разказват как той проектира сенки на екран, използвайки одеяло и магически фенер. Освен това се занимава с бокс и свири на цигулка. В детството си Луис Бунюел е силно религиозен, но на шестнадесет години се разочарова от нелогичността на християнската доктрина, както и от прекалената власт и богатство на Католическата църква.
През 1917 година Луис Бунюел постъпва в Мадридския университет, където първоначално учи агрономство, след това инженерство, а накрая философия. В студентското общежитие на университета се запознава с много млади артисти от Поколение '27, като се сближава особено с художника Салвадор Дали и поета Федерико Гарсия Лорка. По това време започва връзката на Бунюел с бъдещата поетеса и драматург Конча Мендес, която представя като своя годеница, и с която прекарва ваканциите в Сан Себастиан. Двамата се разделят през 1923 година, според Мендес заради „непоносимия характер“ на Бунюел.

### Начало на кариерата му в киното

#### Преместване в Париж
След смъртта на баща си, през 1925 година Бунюел заминава за Париж, където започва работа като секретар на организацията Международно дружество за интелектуално сътрудничество. По това време следи активно киното и театъра, като често ходи на кино по три пъти на ден. Интересът на Бунюел към киното се засилва, след като гледа филма на Фриц Ланг „Уморената смърт“ – по собствените му думи именно този филм го убеждава, че образите са истинското средство за изразяване и че трябва да се занимава с кино. В Париж се запознава с пианиста Рикардо Винес, който през 1926 година съдейства за избора на Бунюел за художествен директор на нидерландската премиера на куклената опера „El retablo de maese Pedro“ от Мануел де Фая.
Бунюел решава да се заеме професионално с кино и се записва в частното училище на Жан Епщайн. По това време Епщайн е сред най-успешните режисьори във Франция и филмите му са определяни като „триумф на импресионизма в движение, но и триумф на модерния дух“. Не след дълго Бунюел става асистент-режисьор на Епщайн във филмите „Mauprat“ (1926) и „La chute de la maison Usher“ (1928), както и на Марио Налпас в „La Sirène des Tropiques“ (1927). Участва и с второстепенна роля на контрабандист в „Carmen“ (1926) на Жак Федер.
През 1927 година Луис Бунюел влиза в конфликт с Епщайн, заради неодобрителното си отношение към Абел Ганс, учител на Епщайн, и симпатиите си към сюрреализма. По това време Бунюел започва да пише филмови рецензии за „Гасета Литерария“ и „Каие д'ар“, а със Салвадор Дали публикуват в „Амикс де лес Артс“ поредица от есета за киното и театъра, в които обсъждат технически въпроси, като сегментирането, монтажа и „фотогеничността“. Във връзка със сътрудничеството си с „Гасета Литерария“ Бунюел участва в създаването на първия киноклуб в Мадрид и става негов пръв председател. Заедно с известния писател Рамон Гомес де ла Серна работи по сценарий за първия си филм с работно заглавие „Los caprichos“, който така и не е заснет.

#### „Андалуското куче“
През 1929 година Бунюел създава заедно със Салвадор Дали първия си филм, 16-минутния „Андалуското куче“ („Un chien andalou“). Филмът, финансиран от майката на Бунюел, се състои от поредица шокиращи образи с фройдистки характер – известната начална сцена показва в близък план разрязването на женско око с бръснач. „Андалуското куче“ е приет с ентусиазъм от зараждащото се по това време движение на сюрреалистите и продължава да бъде излъчван често в киноклубовете и в наши дни.
Сценарият на „Андалуското куче“ е написан за шест дни в дома на Дали в Кадакес. В писмо до свой приятел от февруари 1929 година Бунюел описва процеса на написване така: „Трябваше да измислим сюжетна линия. Дали ми каза: „Снощи сънувах мравки, пълзящи в дланите ми.“ и аз казах: „Боже, а аз сънувах, че разрязвам нечие око.“ Ето го филма, да започваме и да го направим.“ В търсен контраст с подхода на режисьори като Жан Епщайн никога да не оставят нищо в работата си на случайността и да базират всяко естетическо решение на рационална основа, Бунюел и Дали решават да елиминират умишлено всички логични асоциации. По думите на самия Бунюел: „Сценарият бе написан за по-малко от седмица по едно много просто, единодушно прието от двама ни правило: да отхвърляме всяко хрумване, всеки образ, които биха могли да породят някакво рационално, психологическо или познавателно обяснение. Да отворим всички врати за ирационалното. Да запазваме само образите, които ни стъписват, без да се опитваме да разберем защо.“
Целта на Бунюел е да шокира и предизвика интелигенцията, като по-късно той казва: „В исторически план филмът представлява яростна реакция срещу това, което в онези дни се наричаше „авангард“, и което беше насочено изключително към артистичната чувствителност и разума на публиката.“ Въпреки намеренията му, филмът постига голям успех и Бунюел коментира: „Какво мога да направя за хора, които обожават всичко ново, дори когато то е насочено срещу най-дълбоките им убеждения, или за неискрения корумпиран печат и за нелепото стадо, което вижда красота или поезия в нещо, което по същество е не повече от отчаян страстен призив към убийство?“. След премиерата на филма Бунюел и Дали са официално приети в затворения кръг на сюрреалистите, ръководен от поета Андре Бретон.

#### „Златният век“
В края на 1929 година, след успеха на „Андалуското куче“, Бунюел и Дали получават поръчка за нов късометражен филм от Мари-Лор дьо Ноай и Шарл дьо Ноай, собственици на частно кино и спонсори на артисти, като Ман Рей и Пиер Шенал. Първоначалният замисъл е филмът да е приблизително с дължината на „Андалуското куче“, само че озвучен, но до средата на 1930 година той постепенно нараства до един час. Притеснен от увеличената дължина на филма и от удвоения му бюджет, Бунюел предлага да спре работата по него и да изреже част от материала, но Дьо Ноай го оставят да продължи.
Филмът, озаглавен „Златният век“ („L'Age d'Or“), е започнат в сътрудничество с Дали, но докато работят по сценария, двамата влошават отношенията си. Бунюел, който през тези години има подчертано леви политически възгледи, се стреми към осмиване на всички буржоазни институции, докато Дали, който по-късно подкрепя националистите в Испания, цели просто създаването на скандал с използването на скатологични и антикатолически образи. Напрежението между тях се изостря, след като на вечеря в Кадакес Бунюел се опитва да удуши Гала, любовница на Дали и съпруга на поета Пол Елюар. След този инцидент Дали се отказва от участие във филма. По време на снимките Бунюел се справя със своята техническа неподготвеност като снима сцените в тяхната естествена последователност и използва целия заснет материал. Той кани свои приятели и познати да участват във филма без заплащане – така всеки, дошъл със смокинг или вечерна рокля, получава роля в сцената в салона.
Обявен от Салвадор Дали за целенасочена атака срещу католицизма, „Златният век“ предизвиква скандал, по-голям от този с „Андалуското куче“. Една от първите прожекции е нападната от членове на крайнодесните организации Младежи патриоти и Антиеврейска младежка група, които заливат екрана с мастило и вандализират съседната художествена галерия, унищожавайки ценни сюрреалистични картини. Филмът е забранен от парижката полиция „в името на обществения ред“. Дьо Ноай са заплашени с отлъчване от Католическата църква заради светотатствената финална сцена, свързваща визуално Иисус Христос с текстовете на маркиз Дьо Сад, и през 1934 година решават да изтеглят от обръщение всички копия – филмът не е показван отново до 1979 година след тяхната смърт, с изключение на едно копие, нелегално пренесено в Англия и използвано за частни прожекции. Скандалът със „Златния век“ е толкова голям, че премиерата на друг филм, финансиран от Дьо Ноай – „Кръвта на поета“ на Жан Кокто, е отложена с две години, а Шарл дьо Ноай е принуден да напусне Парижкия жокей клуб.
От друга страна в резултат на скандала, Бунюел и водещата актриса на филма Лия Лис предизвикват интереса на „Метро-Голдуин-Майер“ и пътуват до Холивуд на разноски на студиото. В Холивуд Бунюел се среща с пребиваващи там известни европейци – Сергей Айзенщайн, Йозеф фон Щернберг, Жак Федер, Чарли Чаплин, Бертолт Брехт. Той получава стипендия за усвояване на технически умения в областта на киното, но след като е изгонен от снимачната площадка на Грета Гарбо, която не обича присъствието на външни лица, прекарва повечето си време у дома. Единственият му траен принос за студиото е участието като статист в „La Fruta Amarga“, испаноезичен римейк на филма „Мин и Бил“. След няколкомесечен престой му е възложено да работи върху испанския акцент на Лили Дамита, но той отказва и малко по-късно заминава за Испания.

#### „Урдите, земя без хляб“
Началото на 30-те години на XX век в Испания е период на политическа и социална нестабилност. След установяването на републиканско управление, анархисти и радикални социалисти нападат и опожаряват седалището на монархистите в Мадрид и десетки църкви в столицата и други градове в страната. Бунюел участва активно в политическите вълнения в страната през този период. През 1931 година се присъединява към Комунистическата партия на Испания, макар че по-късно отрича да е бил комунист.
През 1932 година Луис Бунюел е поканен да снима документален филм за голяма френска антропологическа експедиция в Африка, ръководена от Марсел Гриол, която събира над 3 500 експоната за новосъздадения Музей на човека в Париж. Въпреки че отхвърля предложението, то привлича интереса му към етнографията. След като се запознава с изследването на Морис Льожандър „Las Jurdes: étude de géographie humaine“ (1927), той решава да направи филм за селския живот в Естремадура, един от най-бедните райони на Испания. Филмът, озаглавен „Урдите, земя без хляб“ („Las Hurdes, tierra sin pan“), е финансиран с 20 хиляди песети от неговия приятел анархист Рамон Асин, който печели парите от лотария. В „Урдите“ Бунюел комбинира сцени на тежки социални условия с повествование, наподобяващо пътеписен коментар на дистанциран говорител, озвучен с музика на Брамс.
„Урдите“ е приет зле от различни политически кръгове в Испания – забраняван е от три последователни републикански правителства и окончателно от правителството на Франко след идването му на власт. Филмът, който и днес продължава да смущава зрителите, не се поддава на лесно категоризиране от киноисториците. Някои автори го определят като ранен пример за псевдодокументален филм, а други – като „сюрреалистичен документален филм“, характеризиращ се с „многопластово и изнервящо използване на звука, съпоставяне на наративни форми, вече известни от печата, пътеписите и новите педагогически методи, както и манипулативно използване на фотографирани и филмирани документи, разглеждани като основа за съвременна пропаганда за масите“. Според Катрин Ръсел в „Урдите“ Бунюел успява да съчетае политическата си философия със сюрреалистичната естетика, като сюрреализмът се превръща в „средство за пробуждане на марксисткия материализъм, заплашен да се превърне в застояла ортодоксалност“.

#### Продуцент на комерсиални филми
След „Урдите“ Бунюел започва работа в отдела за озвучаване на филми на „Парамаунт Пикчърс“ в Париж, а след като се жени през 1934 година се прехвърля при „Уорнър Брос“, които имат студио в Мадрид. Негова съпруга става Жан Рюкар Льофевър (1908 – 1994), учителка по гимнастика, печелила бронзов олимпийски медал, с която се запознава към 1927 година в Париж.
Малко по-късно Луис Бунюел става продуцент в мадридското филмово студио „Филмофоно“, собственост на приятеля му Рикардо Ургоити, макар че осъзнава техническата изостаналост на испанската филмова индустрия, в сравнение с нивото в Холивуд или Париж. Той поставя като условие работата му да остане анонимна, изглежда за да не наруши репутацията си в кръговете на сюрреалистите. По време на работата си за „Филмофоно“ Бунюел продуцира 18 популярни филма, като според изследователи поне четири от тях са и режисирани от него – мюзикълите „Don Quintín el amargao“ (1935) и „La hija de Juan Simón“ (1935) и комедиите „¿Quién me quiere a mí?“ (1936) и „¡Centinela, alerta!“ (1937).

### Гражданска война и емиграция в Съединените щати
След започването на Испанската гражданска война през 1936 година Бунюел се поставя на разположение на републиканското правителство. Външното министерство го изпраща в Женева, а след това в Париж, със задачата да каталогизира и разпространява пропагандни филми. Има задължение да наблюдава всички филми, заснети в Испания, и да преценява кои от тях трябва да се разпространят в чужбина. През този период участва в снимането на документалните филми „España 1936“ във Франция и „España leal, ¡en armas!“ в Испания.
През 1939 година Бунюел е изпратен в Съединените щати с финансовата помощ на Дьо Ноай, за да участва в подготовката на документални филми за Гражданската война, но малко след пристигането му тя приключва. След поражението на републиканците той не може да се върне в Испания и решава да остане със семейството си в Съединените щати.
В Холивуд Бунюел се сближава с Франк Дейвис, продуцент в „Метро-Голдуин-Майер“ и член на Комунистическата партия, който му намира работа в „Cargo of Innocence“, филм за майки и деца, бежанци от Билбао в Съветския съюз. Проектът обаче е изоставен, след като друга холивудска продукция за Испанската гражданска война, „Blockade“, е посрещната враждебно от Католическия легион на благоприличието. По думите на биографката Рут Брендън, Бунюел и семейството му преживяват от случайна и незадоволителна временна работа, тъй като той не притежава „арогантността и настойчивостта, необходими за оцеляване в Холивуд“. Той просто не е достатъчно знаменит, за да привлече вниманието на важните личности в Холивуд. По думите на филмовия композитор Джордж Ентайл: „[Бунюел], неговата съпруга и малкото му момче изглеждаха абсолютно нормални, солидни хора, толкова несюрреалистични в традицията на Дали, колкото човек може да си представи.“ Той е отхвърлен от повечето си познати във филмовите среди от своето първо пътуване до Америка, но все пак успява да продаде няколко гега на Чаплин за неговия филм „Великият диктатор“.
В опитите си да привлече вниманието на независими продуценти Бунюел пише автобиография от 21 страници, в която излага проектите си за два документални филма – за живота на „примитивния човек“ и за произхода и развитието на психическите заболявания. След като не среща никакъв интерес, той решава да замине за Ню Йорк.
В Ню Йорк Антейл го запознава с Айрис Бари, главен филмов куратор на Музея на модерното изкуство (MoMA). Тя го убеждава да се включи в комитет, целящ да убеди американското правителство в ефективността на киното като средство за пропаганда. Възложено му е да подготви като демонстрация съкратен вариант на германския пропаганден филм от 1935 година „Триумф на волята“. Резултатът е компилация от сцени от „Триумф на волята“ с епизоди от филма на Ханс Бертрам „Feuertaufe“. След това Бунюел остава в MoMA като част от екип, събиращ, ревизиращ и монтиращ филми, разпространявани от американското правителство в Латинска Америка като антифашистка пропаганда.
През 1942 година Луис Бунюел подава документи за американско гражданство, тъй като очаква Музеят на модерното изкуство скоро да бъде поставен под контрола на федералното правителство, но по това време Салвадор Дали публикува своята автобиографична книга, в която обяснява разрива си с Бунюел с това, че той е комунист и атеист. Тази информация стига до нюйоркския архиепископ Франсис Спелман, който влиза в конфликт с Бари, задавайки ѝ въпроса: „Осъзнавате ли, че сте приютили в музея Антихриста, човекът, направил богохулния филм „Златният век“?“ По същото време критична кампания на свързаното с холивудската индустрия издание „Моушън Пикчър Хералд“ довежда до намаляване на бюджета на киноотдела на MoMA с 66% и Бунюел решава да напусне.
През 1944 година Бунюел се връща за трети път в Холивуд, този път като продуцент на испаноезични филми за „Уорнър Брос“. Преди да напусне Ню Йорк той се спречква с Дали в неговия хотел, обвинявайки го за вредите, които е понесъл от неговата книга. Дали направо му заявява: „Не съм написал книгата си, за да поставя ТЕБ на пиедестал. Написах я, за да поставя СЕБЕ СИ на пиедестал.“
Първата задача на Луис Бунюел след връщането му в Холивуд е испанският дублаж на „My Reputation“ с Барбара Стануик. Освен с дублажа, той се занимава и със самостоятелни проекти. Съвместно с Ман Рей работи по сценарий, озаглавен „Каналите на Лос Анджелис“, в който действието се развива върху планина от екскременти. С Хосе Рубия Барсия пише сценарий за готически трилър, който е филмиран в Испания половин век по-късно от Антонио Симон като „La novia de medianoche“. Продължава работата си по сценария „Гоя и херцогиня Алба“, започнат още през 1927 година.
През 1945 година договорът на Бунюел с „Уорнър“ изтича и той решава да не го подновява, по думите му, за да „реализира за година амбицията на живота си – да не прави нищо“. Докато семейството му се забавлява на плажа, той прекарва повечето си време в Антилоуп Вали с новите си познати – писателя Олдъс Хъксли и скулптора Александър Калдер, от когото е наел къща там.

### В Мексико

#### Първи мексикански филми
През 1946 година Дениз Тюал, вдовицата на изпълнителя на главната роля в „Андалуското куче“ Пиер Бачев, предлага на Бунюел заедно да адаптират пиесата на Лорка „Домът на Бернарда Алба“, по която да заснемат филм във Франция. Още преди двамата да заминат за Европа обаче се оказва, че ще бъде трудно да получат правата за пиесата от семейството на Лорка. По това време Бунюел и Тюал се намират в Мексико, където се обръщат към продуцента Оскар Дансихерс за финансова помощ. Дансихерс ръководи собствена продуцентска компания, която помага на американски филмови студия при снимки в Мексико, но след войната губи контактите си с Холивуд, тъй като в периода на маккартизма е включен в черните списъци като комунист. Макар че не е ентусиазиран за филма по Лорка, той има желание да работи с Бунюел и го убеждава да направи един филм за него.
По времето, когато Луис Бунюел пристига в страната, мексиканското кино достига кулминацията на своя Златен век. През 1947 година киноиндустрията в Мексико е значим стопански сектор с 32 хиляди заети, 72 продуценти, четири активни студиа и около 1500 киносалона в страната, от които 200 в столицата. За своя първи проект Бунюел и Дансихерс избират „Голямото казино“ („Gran Casino“, 1947), който изглежда сигурен успех – исторически мюзикъл, в който действието се развива в Тампико по време на нефтения бум, с участието на две големи латиноамерикански знаменитости – аржентинската актриса и певица Либертад Ламарке и мексиканския певец и звезда на чаро жанра Хорхе Негрете.
„Голямото казино“ няма особен търговски успех, като понякога дори е определян като провал. Някои обясняват неуспеха му с отстъпките, които Бунюел е принуден да прави на лошия вкус на актьорите, най-вече на Негрете, докато други го отдават на загубените технически умения на режисьора и неговата неувереност след толкова години, в които не е режисирал. Трети смятат, че по това време целият жанр чаро с неговите евтини и набързо направени филми започва да омръзва на мексиканската публика.
Неуспехът на „Голямото казино“ отново спира кариерата на Бунюел и той получава възможност да режисира едва след две години. През този период той се издържа с пари от майка си, а същевременно съвместно с Жанет и Луис Алкориса пише сценария на филма „Si usted no puede, yo sí“, заснет от Хулиан Солер през 1950 година. Той продължава да работи и по идеята за сюрреалистичен филм, наречен „Ilegible, hijo de flauta“, заедно с поета Хуан Лареа. Когато Дансихерс отбелязва, че се е появила мода за филми за улични хулигани, Бунюел започва да обикаля крайните квартали на Мексико в търсене на материал, като разговаря със социални работници за сблъсъците между улични банди и убитите деца.
По това време Дансихерс е ангажиран с продуцирането на филми на известния актьор и режисьор Фернандо Солер, една от най-дълголетните фигури в историята на мексиканското кино. Макар че Солер обикновено предпочита сам да режисира филмите си, той решава, че съчетаването на двете дейности ще е твърде трудно за „Празноглавецът“ („El Gran Calavera“), базиран на пиеса на Адолфо Торадо, затова моли Дансихерс да намери човек, който да поеме техническата страна на режисьорската работа. Бунюел се възползва от тази възможност и обяснява: „Забавлявах се с монтажа, конструкциите, ъглите... Всичко това ме интересуваше, защото все още бях чирак в така нареченото нормално кино.“ В резултат на работата си по този филм той разработва техника за евтино и бързо създаване на филми, ограничавайки се до 125 дубъла. „Празноглавецът“ е завършен за 16 дни и струва 400 хиляди песо (около 46 хиляди тогавашни долара). Филмът е описван като „весела пародия на мексиканския новобогаташ... дива суматоха с объркана самоличност, фалшиви сватби и неуспешни самоубийства“ и има голям търговски успех в Мексико. През 1949 година Бунюел се отказва от испанското си гражданство и става мексикански гражданин.

#### „Забравените“
Успехът на „Празноглавецът“ дава възможност на Бунюел да поиска от Дансихерс да спази обещанието си при успешен филм да му гарантира свобода на действие за следващ филмов проект. Осъзнавайки, че Дансихерс не е склонен на експерименти, особено когато има финансов риск, Бунюел му предлага комерсиален проект „¡Mi huerfanito jefe!“ за малолетен уличен продавач, който не успява да продаде последния си лотариен билет, но той се оказва печеливш и го прави богат. Дансихерс харесва идеята, но сам предлага да направят „нещо по-сериозно“. Докато проучва живота в предградията на Мексико, Бунюел прочита дописка във вестник за открито на сметище тяло на дванадесетгодишно момче и това вдъхновява финалната сцена на филма „Забравените“ („Los Olvidados“, 1950).
Филмът разказва за детска улична банда, която тероризира своя бедняшки квартал, като в един случай се гаврят със слепец, а в друг нападат човек без крака, придвижващ се с количка, която те блъскат надолу по улицата. Филмовият историк Карл Мора казва за „Забравените“, че режисьорът „изобразява бедността по коренно различен начин от традиционната мексиканска мелодрама. Бунюеловите деца от улицата не са „облагородени“ от своята отчаяна борба за оцеляване; те са всъщност безмилостни хищници, които с нищо не са по-добри от своите също толкова деромантизирани жертви.“ Филмът е създаден бързо – за 18 дни, и евтино – за 450 хиляди песо, като хонорарът на Бунюел е еквивалентен на 2 хиляди долара. Още по време на самата продукция някои от членовете на екипа се противопоставят на проекта по различни начини – един техник пита Бунюел защо не направи „истински“ мексикански филм, „вместо това мизерно нещо“, фризьорката напуска при сцената, в която майката на един от героите отказва да му даде храна, друг сътрудник убеждава Бунюел да спре да снима в „това сметище“, отбелязвайки че има много „хубави жилищни квартали, като Ломас“, а Педро де Урдималас, който работи по сценария, отказва името му да бъде включено във финалните надписи.
Враждебност към филма се усеща и при премиерата му в Мексико на 9 ноември 1950 година, като мнозина го приемат за обида към нацията. Шок сред публиката предизвиква сцената, в която един от героите поглежда право в камерата и хвърля по нея развалено яйце. В своите спомени Бунюел твърди, че след първата прожекция съпругата на художника Диего Ривера отказва да говори с него, а тази на поета Леон Фелипе се опитва да го нападне физически, но е удържана от хората. Появяват се дори призиви за отнемане на мексиканското му гражданство. Дансихерс, опасявайки се от пълен провал, бързо поръчва нов хепиенд, както и пролог със сцени от Ню Йорк, Лондон и Париж и разсъждения зад кадър за скрития свят на бедност зад блясъка на големите градове и за това, че Мексико, „този голям модерен град, не е изключение“. Въпреки това посещаемостта е толкова слаба, че филмът е изтеглен от кината само три дни след премиерата.
Само с упоритите усилия на писателя и бъдещ нобелов лауреат Октавио Пас, който по това време е на дипломатическа служба, „Забравените“ е избран да представлява Мексико на Кинофестивала в Кан през 1951 година, където Пас лично го рекламира като публикува специален манифест и разнася плакат пред киносалона по време на представянето му. Отзивите за филма в Кан са положителни. Сюрреалисти като Андре Бретон и Жак Превер и други изявени интелектуалци като Марк Шагал и Жан Кокто реагират с голям ентусиазъм, но комунистите го критикуват заради сцената, в която полицай предотвратява сексуално насилие над дете. На фестивала Бунюел печели наградата за режисура и наградата на ФИПРЕСИ. След този успех филмът отново е пуснат за прожекции в Мексико, които продължават два месеца с много по-голям успех.

#### Късни мексикански филми
„Забравените“ и неговият триумф в Кан изведнъж превръщат Бунюел в световна знаменитост и в най-известния испаноезичен режисьор. Той остава да живее в Мексико до края на живота си, но прекарва и продължителни периоди във Франция и Испания. В продължение на 18 години снима 21 филма в Мексико. Според много критици, въпреки няколко широко признати шедьовъра, като „Забравените“ и „Той“ („Él“, 1953), повечето му мексикански филми са банални и приспособени към мексиканската филмова индустрия, често използващи мелодраматични конвенции, допадащи на местния вкус. В същото време други коментатори отбелязват прикритата сложност и интензивност на много от тези филми и смятат, че взети като цяло те „придават философска дълбочина и сила на неговото кино, предлагайки постоянни разсъждения върху религията, класовото неравенство, насилието и желанието“. Въпреки че Бунюел обикновено няма голям избор с тези проекти, те често се занимават с теми, централни за целия му живот и творчество:
- сексуалната патология:[163] „Той“ (1953), „Брулени хълмове“ („Abismos de pasión“, 1954), „Престъпният живот на Арчибалдо де ла Крус“ („Ensayo de un crimen“, 1955)
- разрушителните последствия на необуздания мачизъм:[164] „Глупакът“ („El bruto“, 1953), „Реката и смъртта“ („El río y la muerte“, 1955)
- преливането на въображаемо и действителност:[165] „Изкачване в небето“ („Subida al cielo“, 1952), „Илюзията се вози на трамвай“ („La ilusión viaja en tranvía“, 1954)
- подривната роля на жените за доминираната от мъже култура:[166] „Сусана“ („Susana“, 1951), „Дъщерята на измамата“ („La hija del engaño“, 1951), „Жена без любов“ („Una mujer sin amor“, 1952)
- абсурдността на религиозния живот:[167] „Насарин“ („Nazarín“, 1959), „Симон Пустинника“ („Simón del desierto“, 1965)

Макар че Бунюел работи активно през този период, той е принуден да изостави много филмови проекти, заради липса на финансиране или подкрепа от филмовата индустрия. Сред тях е планът да филмира „Педро Парамо“ на мексиканския романист Хуан Рулфо, който особено харесва заради „кръстосването на мистериозно и реално, почти без преход“, по думите му: „Аз много харесвам смесицата от реалност и фантазия, но не знам как да я пренеса на екрана“. Други нереализирани проекти са адаптациите на „Подземията на Ватикана“ на Андре Жид, „Фортуната и Хасинта“, „Доня Перфекта“ и „Анхел Гуера“ на Бенито Перес Галдос, „The Loved One“ на Ивлин Уо, „Повелителят на мухите“ на Уилям Голдинг, „Джони грабна пушката“ на Долтън Тръмбо, „Бездната“ на Жорис-Карл Юисманс, „Монахът“ на Матю Грегъри Луис, „Място без граници“ на Хосе Доносо, „Аура“ на Карлос Фуентес и „Край на играта“ на Хулио Кортасар.

### Международна известност
Макар че има постоянни ангажименти в Мексико, след успеха на „Забравените“ Бунюел се възползва от възможността отново да излезе на международната филмова сцена и да участва в проекти, които не се фокусират върху мексиканската тематика. Първият му опит е от 1954 година, когато Дансихерс в партньорство с Хенри Ерлих от американското студио „Юнайтед Артистс“ копродуцира киноверсия на „Робинзон Крузо“ на Даниел Дефо по сценарий на канадеца Хюго Бътлър, друг бежанец от антикомунистическите чистки в Холивуд. Резултатът от това сътрудничество – „Робинзон Крузо“ („Robinson Crusoe“), е първият цветен филм на Бунюел. Той получава три месеца, повече от обичайното за него, за снимките, изпълнени в Мансанильо на тихоокеанския бряг, като филмът е заснет едновременно на английски и испански. При излизането на филма в Съединените щати изпълнителят на главната роля Дан О'Херлихи кани на прожекциите за своя сметка членовете на американската Гилдия на киноактьорите, която го номинира за награда „Оскар“ за най-добра мъжка роля.
В средата на 1950-те години Бунюел получава възможност отново да работи в три международни копродукции във Франция. Резултатът е наречен от британския критик Реймънд Дърнат „революционен триптих“, като всеки филм „открито или завоалирано изследва морала и тактиката на въоръжената революция срещу дясната диктатура“. За първия филм „Това се нарича зора“ („Cela s’appelle l’aurore“, 1956) Бунюел и писателят патафизик Жан Фери адаптират романа на Еманюел Роблес, тъй като ангажираният за сценария Жан Жоне не го написва, макар и да получава хонорар. Вторият филм „Смъртта в тази градина“ („La Mort en ce jardin“, 1956) е адаптиран от Бунюел и редовния му сътрудник Луис Алкориса по роман на белгийския писател Жозе-Андре Лакур. Третият филм е „Треска в Ел Пао“ („La Fièvre Monte à El Pao“, 1959), станал последен за френската звезда Жерар Филип, който умира от рак в последните етапи от завършването му. По-късно Бунюел пояснява, че по това време е толкова притеснен финансово, че „приема всичко, което му се предлага, стига да не е унизително“.
През 1960 година, отново със сценариста Хюго Бътлър, Бунюел прави втория си англоезичен филм, американско-мексиканска копродукция, озаглавена „Момичето“ („The Young One“) и базирана на разказ от писателя и бивш агент на ЦРУ Питър Матисън. Филмът е определян като „изненадващо безкомпромисно изследване на расизма и сексуалното желание, развито на отдалечен остров в Дълбокия Юг“ и е описван от критика Ед Гонсалес като „достатъчно мръсен, за да накара да се изчервят „Бейби Дол“ на Елия Казан и „Хубавицата“ на Луи Мал“. Въпреки че филмът получава специална награда на Кинофестивала в Кан за погледа си към расовата дискриминация, американската критика е изключително враждебна. Бунюел по-късно казва: „един вестник от Харлем дори писа, че трябва да бъда обесен с главата надолу на уличен стълб на Пето авеню... Създадох този филм с любов, но той нямаше шанс.“
По време на Кинофестивала в Кан през 1960 година испанският режисьор Карлос Саура, който малко по-рано е основал филмовата компания „UNINCI“ заедно с Хуан Антонио Бардем и Луис Гарсия Берланга, се свързва с Бунюел и се опитва да го убеди да заснеме филм в Испания. В същото време мексиканската актриса Силвия Пинал убеждава съпруга си, продуцента Густаво Алатристе, да даде на Бунюел допълнително финансиране заедно с пълна творческа свобода. Бунюел се съгласява да работи отново в Испания, след като в проекта се включва и компанията на продуцента Пере Портабела.
Така Бунюел и сценаристът Хулио Алехандро съставят първа чернова за сценария на „Виридиана“ („Viridiana“, 1961), засягащ теми като изнасилване, кръвосмешение, намеци за некрофилия, жестокост към животните и светотатство, и го представят пред испанската цензура, която за обща изненада го одобрява с известни забележки. Бунюел се съобразява с изискванията на цензурата, но заменя финалната сцена с още по-провокативен вариант. Разполагайки с достатъчно ресурси, отличен технически и художествен екип и опитни актьори, Бунюел заснема „Виридиана“ бързо и безпроблемно.
Бунюел представя на цензурата немонтирано копие на филма и за окончателния монтаж пренася негативите в Париж, като не дава възможност на испанските власти да видят завършения филм преди той да бъде представен на кинофестивала в Кан през 1961 г. като официално предложение на Испания. Ръководителят на главната дирекция на кинематографията Хосе Муньос-Фонтан представя филма на последния ден на фестивала и по настояване на Портабела и Бардем лично получава наградата „Златна палма“. Дни по-късно официалното издание на Ватикана „Осерваторе Романо“ осъжда филма като обида не само към католицизма, но и към християнството като цяло. В Испания Муньос-Фонтан е уволнен, а филмът остава забранен до падането на режима на Франко, забранено е дори споменаването му в печата, а двете участвали испански продуцентски компании са закрити.
След „Виридиана“ Бунюел снима още два филма в Мексико заедно с Пинал и Алатристе – „Ангелът унищожител“ („El ángel exterminador“, 1962) и „Симон Пустинника“ („Simón del desierto“, 1965). Трите филма са определяни като „Бунюелова трилогия“, като по-късно режисьорът пише, че Алатристе е продуцентът, предоставил му най-голяма свобода за творческо изразяване.

### Връщане във Франция
Поради започналата в средата на 60-те години криза на мексиканската филмова индустрия, Бунюел започва да работи главно във Франция. През 1963 година актьорът Фернандо Рей, една от звездите на „Виридиана“, го запознава с продуцента Серж Силберман, работил вече с утвърдени френски режисьори, като Жан-Пиер Мелвил, Жак Бекер, Марсел Камю и Кристиан-Жак. Силберман му предлага да заснемат заедно адаптация на романа „Дневникът на една камериерка“ на Октав Мирбо, който Бунюел е чел неколкократно. Бунюел има желание да снима в Мексико със Силвия Пинал, но Силберман настоява да работят във Франция.
Пинал така иска да работи отново с Бунюел, че е готова да замине за Франция, да учи езика и дори да работи без заплащане, стига да получи главната роля на Селестин. Силберман обаче настоява ролята да получи френската актриса Жана Моро – Пинал остава силно разочарована и по-късно твърди, че неуспехът на Алатристе да ѝ осигури ролята става причина за края на брака им. Когато Бунюел се опитва да намери френскоезичен писател, с когото да работи по сценария, Силберман му предлага Жан-Клод Кариер, актьор, който дотогава е писал само няколко сценария за Пиер Етекс. Първоначално Кариер има трудности в работата с Бунюел, поради прекаления си респект към известния режисьор, но „Дневникът на една камериерка“ поставя началото на трайно сътрудничество между Бунюел, Кариер и Силберман. По-късно Кариер казва: „По някакъв начин Бунюел се нуждаеше от опонент. Той нямаше нужда от секретарка – трябваше му някой, който да му противоречи, да се противопоставя и да прави предложения.“
Филмът на Бунюел е вторият опит за филмиране на романа на Мирбо след холивудската продукция на Жан Реноар от 1946 година, която Бунюел отказва да гледа, опасявайки се да не бъде повлиян от известния режисьор, на когото се възхищава. Версията на Бунюел, макар и одобрявана от мнозина, често е сравнявана неблагоприятно с тази на Реноар, като според някои критици филмът на Реноар се вписва по-добре в цялостното му творчество, докато този на Бунюел не е достатъчно „бунюеловски“.
След излизането на „Дневникът на една камериерка“ през 1964 година Бунюел отново се опитва да направи филм по „Монахът“, проект към който се връща неколкократно от 1938 година. Двамата с Кариер пишат сценарий, но не успяват да осигурят финансиране за проекта, който в крайна сметка е осъществен през 1972 година под режисурата на Адонис Киру с тяхно съдействие.
През 1966 година с Бунюел се свързват братята Робер и Реймон Хаким, египетско-френски продуценти, специализирали се в еротични филми, режисирани от водещи кинорежисьори, които му възлагат филмовата адаптация на романа на Жозеф Кесел „Дневна красавица“ – предизвикала скандал при публикуването си през 1928 година книга за заможна млада жена, водеща двоен живот като проститутка. Бунюел не харесва особено романа на Кесел, оприличавайки го на сапунена опера, но приема предизвикателството, по думите му, защото му се вижда интересно да се опита да „превърне нещо, което не харесва, в нещо което му харесва“. Двамата с Кариер се заемат с ентусиазъм да интервюират жени от мадридските публични домове. Бунюел е недоволен и от избора за главната роля във филма на 22-годишната Катрин Деньов, наложен му от продуцентите и нейния любовник, режисьора Франсоа Трюфо. В резултат на това и двамата остават недоволни от съвместната си работа, като Деньов казва: „Смятах, че показват повече от мен, отколкото бяха казали. Имаше моменти, в които се чувствах напълно използвана. Бях много нещастна.“, а Бунюел се подиграва на превземките ѝ на снимачната площадка.
Филмът „Дневна красавица“ („Belle de Jour“, 1967) е определян от филмовия критик Роджър Ибърт като „сигурно най-известният еротичен филм на новото време и може би най-добрият“, докато според други критици „по отношение на явна сексуална активност, в „Дневна красавица“ не присъства много, което да не се види в някоя комедия на Дорис Дей от същата година“. „Дневна красавица“ е най-успешният филм на Бунюел в търговско отношение.
Критиците отбелязват практиката на Бунюел да редува своите търговски и критически успехи с по-лични и характерни филми с по-малък шанс за популярност. След световния успех на „Дневна красавица“ през 1967 година и след като е гледал „Китайката“ на Жан-Люк Годар, Бунюел, който от години иска да направи филм за католическите ереси, казва на Кариер: „Ако това представлява днешното кино, значи можем да направим един филм за ересите“. Двамата прекарват месеци в изучаване на историята на католицизма и създават „Млечният път“ („La Voie lactée“, 1969), „пикаресков road movie“, разказващ историята на двама скитници, тръгнали на поклонение на гроба на апостол Яков в Сантяго де Компостела, които преминават през времето и пространството, сблъсквайки се с ереси, възникнали от шестте главни католически догми. Винсънт Кенби в рецензия за „Ню Йорк Таймс“ сравнява филма с хита на Джордж Стивънс „Най-великата история, разказвана някога“, тъй като Бунюел създава филм за Иисус Христос, включвайки почти всички известни френски актьори по това време в епизодични роли. „Млечният път“ е забранен в Италия, което предизвиква намесата на Католическата църква в негова защита.
Филмът от 1970 година „Тристана“ („Tristana“) разказва за млада жена, която е прелъстена и манипулирана от своя настойник, който се опитва да провали връзката ѝ с млад художник, и който в крайна сметка я кара да се ожени за него, след като тя губи единия си крак. Според Бет Милър това е един от най-неразбираните филми на Бунюел и съответно един от най-подценяваните, заради „постоянната неспособност да се възприеме неговото политическо и особено неговото социалистическо-феминистко послание“. Бунюел има желание да филмира едноименния роман на Бенито Перес Галдос още от 1952 година, въпреки че смята книгата за най-слабата на Галдос. След завършването на „Виридиана“ и в навечерието на скандала, предизвикан от неговото пускане по екраните, испанската цензура директно отхвърля проекта и Бунюел трябва да чака още осем години преди да получи подкрепата на испанската продуцентска компания „Епока Филмс“. Цензурата заплашва да забрани филма за това, че насърчавал дуелите, така че Бунюел подхожда към сюжета много внимателно, като същевременно прави отстъпки на групата френски, италиански и испански продуценти, по чието настояване е принуден да приеме актьорите за две от трите главни роли във филма – Франко Неро и Катрин Деньов. Този път обаче сътрудничеството между Деньов и Бунюел е по-задоволително и за двете страни, като в свое интервю тя заявява: „Но в крайна сметка, това всъщност бяха чудесни снимки. „Тристана“ е един от любимите ми филми. Лично аз, като актриса, предпочитам „Тристана“ пред „Дневна красавица“.
Бунюел и Серж Силберман стигат до идеята за следващия си съвместен филм, „Дискретният чар на буржоазията“ („Le Charme discret de la bourgeoisie“), в разговор за странни повторения в ежедневието. Силберман разказва история за това, как кани свои приятели на вечеря у дома, но забравя за това и в уговорената вечер не си е вкъщи, а съпругата му е в домашно облекло. Филмът разказва за група заможни приятели, които непрекъснато се провалят в опитите си да се съберат за хранене, положение, което някои критици разглеждат като противоположно на дилемата на героите на „Ангелът унищожител“, където гостите на официална вечеря не могат да си тръгнат, след нейния край. За този филм Бунюел, Силберман и Кариер събират екип от водещи европейски актьори. За пръв път Бунюел използва видеомонитори, които му позволяват да прави по-широки кранови снимки и усложнени фартове и да намали броя на дублите. Снимките отнемат само два месеца, а според твърденията на Бунюел монтажът е приключен само за ден. След завършването на филма Силберман решава да пропусне Кинофестивала в Кан и да се концентрира върху номинацията за „Оскар“ за чуждоезичен филм. Филмът печели наградата, след което Бунюел се изказва пренебрежително за процедурата, която разчита на преценката на „2500 идиоти, включително например на помощник-дизайнера на костюмите на студиото“.
Както обикновено, Бунюел се възползва от популярния успех на „Дискретният чар на буржоазията“, за да направи след него един от своите „объркващи идиосинкратични филми, които наистина иска да прави“. През 1973 година, в манастира Паулар в Сомосиера той пише с Кариер сценария на „Призракът на свободата“ („Le Fantome de la liberte“), който трябва да бъде продуциран от Силберман и неговите холивудски партньори. Филмът е поредица от 12 обособени епизода с различни герои, свързани помежду си чрез щафетното следване на герой от един епизод в следващ. Бунюел казва, че е създал филма в памет на поета Бенжамен Пере, една от основните фигури в междувоенния кръг на сюрреалистите, и го определя като своя „най-сюрреалистичен филм“.
Последният филм на Луис Бунюел става „Този неясен обект на желанието“ („Cet obscur objet du desir“, 1977), адаптиран от него и Кариер от „Жената и куклата“, роман на Пиер Луис от 1898 година, който преди това е използван за основа на филми, режисирани от Йозеф фон Щернберг („Дяволът е жена“, 1935) и Жулиен Дювивие („Жената и куклата“, 1959). Филмът разказва историята на възрастен мъж, обсебен от млада жена, която постоянно се изплъзва от опитите му за сексуална връзка с нея, като в главната роля е испанският актьор Фернандо Рей, който участва за четвърти път във филм на Бунюел. Първоначално ролята на младата жена трябва да се изпълнява от Мария Шнайдер, станала световноизвестна с ролите си в „Последно танго в Париж“ и „Професия: Репортер“, но според Кариер употребата на наркотици от Шнайдер води до „слабо и скучно“ изпълнение, което предизвиква бурни спорове с Бунюел на снимачната площадка и в крайна сметка довежда до нейното освобождаване. В този момент продуцентът Серж Силберман смята да се откаже от проекта, но Бунюел го убеждава да продължи снимките с две различни актриси, Анхела Молина и Карол Буке, изпълняващи една и съща роля в редуващи се през целия филм сцени. В своята автобиография Бунюел твърди, че това необичайно решение е идея, която му идва след изпиването на две сухи мартинита, заявявайки: „Ако трябваше да направя списък с всички ползи от алкохола, той би бил безкраен“. Според други източници идеята е на Кариер още от времето на разработване на сценария, но първоначално е отхвърлена от Бунюел като „прищявка от дъждовен ден“.

### Последни години
След „Този неясен обект на желанието“ Луис Бунюел прекратява режисьорската си кариера. През 1982 година той издава написаната съвместно с Кариер автобиографична книга „Моят последен дъх“ („Mon dernier soupir“), описваща неговия живот, приятели и семейство и демонстрираща ексцентричния му характер. В нея той описва свои сънища, срещи с известни хора на изкуството, като Пабло Пикасо и Чарли Чаплин, както и анекдотични случки, като разходките му преоблечен като монахиня.
Към края на живота си Бунюел споделя със своя приятел, писателя Карлос Фуентес: „Не се страхувам от смъртта. Страхувам се да не умра сам в хотелска стая с отворен багаж и сценарий на нощното шкафче. Трябва да знам чии пръсти ще затворят очите ми.“ Бунюел умира на 29 юли 1983 година в град Мексико. Фуентес си спомня, че Бунюел прекарва последната си седмица в болница, обсъждайки богословски въпроси с йезуита Хулиан Пабло, негов дългогодишен приятел. Погребението му е в тесен кръг, присъстват около 50 души, сред които Октавио Пас, Хосе Луис Куевас, Мигел Литин, съпругата му и двамата му сина.

## Творчество

### Техника и влияния
Кинематографичната техника на Луис Бунюел е тясно свързана с мизансцена, озвучаването и използването на музиката. Той е силно повлиян от положителната му връзка със сюрреализма и критичния подход към атеизма и религията.
Режисьорският стил на Бунюел е крайно икономичен – той снима повечето си филми само за броени седмици, рядко се отклонява от предварителния сценарий и снима по начин, който да намали до максимум времето за монтаж. През цялата си кариера се придържа към творческа философия, която формулира още през 1928 година: „Водещата идея, беззвучното редуване на картини, които са конкретни, решителни и премерени в пространството и времето – с една дума, филмът – първо е прожектиран вътре в мозъка на режисьора“. В това отношение той е сравняван с Алфред Хичкок, друг режисьор, известен с прецизността, ефективността и предварителното планиране, за когото самото заснемане на филма е тривиално, тъй като всеки трябва да знае, по думите на Бунюел, „точно как ще се заснеме всяка сцена и какъв ще бъде крайният монтаж“.

### Филмография
- „Андалуското куче“ („Un chien andalou“, 1929, късометражен)
- „Златният век“ („L'age d'or“, 1930)
- „Урдите, земя без хляб“ („Las Hurdes, tierra sin pan“, 1932, псевдодокументален)
- „Голямото казино“ („Gran Casino“, 1947)
- „Празноглавецът“ („El gran calavera“, 1949)
- „Забравените“ („Los olvidados“, 1950)
- „Сусана“ („Susana (demonio y carne)“, 1950)
- „Дъщерята на измамата“ („La hija del engaño“, 1951)
- „Жена без любов“ („Una mujer sin amor“, 1951)
- „Изкачване в небето“ („Subida al cielo“, 1952)
- „Робинзон Крузо“ („Robinson Crusoe“, 1952)
- „Глупакът“ („El bruto“, 1953)
- „Той“ („Él“, 1953)
- „Илюзията се вози на трамвай“ („La ilusión viaja en tranvía“, 1953)
- „Брулени хълмове“ („Abismos de pasión“, 1954)
- „Реката и смъртта“ („El río y la muerte“, 1954)
- „Престъпният живот на Арчибалдо де ла Крус“ („Ensayo de un crimen“, 1955)
- „Това се нарича зора“ („Cela s’appelle l’aurore“, 1956)
- „Смъртта в тази градина“ („La mort en ce jardin“, 1956)
- „Насарин“ („Nazarín“, 1958)
- „Треска в Ел Пао“ („La fievre monte a El Pao“, 1959)
- „Момичето“ („The young one“, 1960)
- „Виридиана“ („Viridiana“, 1961)
- „Ангелът унищожител“ („El ángel exterminador“, 1962)
- „Дневникът на една камериерка“ („Le journal d’une femme de chambre“, 1964)
- „Симон Пустинника“ („Simón del desierto“, 1965)
- „Дневна красавица“ („Belle de jour“, 1967)
- „Млечният път“ („La voie lactee“, 1969)
- „Тристана“ („Tristana“, 1970)
- „Дискретният чар на буржоазията“ („Le charme discret de la bourgeoisie“, 1972)
- „Призракът на свободата“ („Le fantome de la liberte“, 1974)
- „Този неясен обект на желанието“ („Cet obscur objet du desir“, 1977)

## Личен живот
В личния си живот Луис Бунюел е скромен и почти аскетичен. Много негови сътрудници отбелязват изключителната му дисциплина по време на работа. Обикновено става в пет сутринта и си ляга в девет. Домът му е подчертано просто обзаведен, като често спи на дървен нар с грубо одеяло. Макар да обича добрия алкохол, предпочита да го консумира в проста обстановка. Той запазва навиците си и след продължителния период на материални затруднения, когато популярността на късните му филми го обезпечава финансово. 
Бракът му с Жан Рюкар продължава почти половин век, от 1934 година до смъртта му през 1983 година. Имат двама сина – Хуан Луис и Рафаел. Диего Бунюел, режисьор и телевизионен водещ, е техен внук.
Макар в творчеството на Бунюел често да присъстват еротични мотиви, в личния си живот той е силно консервативен в сексуално отношение и изглежда не се впуска в обичайните за артистичните среди от този период любовни авантюри. Пренебрежителното отношение на Гала Елюар към семейния живот предизвиква острия конфликт на Бунюел с нея и допринася за разрива му с нейния любовник Салвадор Дали. Някои автори дори приписват въздържаното му отношение към сексуалността с травма, предизвикана от ранното му религиозно образование.
В издадени след смъртта на Бунюел мемоари съпругата му Жан Рюкар го описва като тираничен и ревнив съпруг, който ѝ забранява да дава уроци по пиано, за да не се среща с непознати, и често я прекъсва по време на разговори в компания. Той се разпорежда еднолично с всички семейни и финансови въпроси, а веднъж дори подарява пианото ѝ на дъщерята на свой приятел. Според някои изследователи Бунюел представя черти от собствения си характер в образите на ревниви и властни мъже, като главните герои на филмите му „Той“ или „Тристана“.

## Наследство
Институтът за средно образование „Луис Бунюел“, средно училище в Сарагоса, носи името на режисьора, както и Испанският лицей „Луис Бунюел“ в Ньой сюр Сен край Париж. В Каланда, родният град на Бунюел, е организиран Център „Бунюел“ – музей посветен на живота му и на арагонското изкуство.
Един от основните киносалони във Фестивалния и конгресен дворец, където се провежда Кинофестивала в Кан, е наречен Зала „Бунюел“. По повод стогодишния му юбилей през 2000 година, фестивалът организира съвместно с испанската киноиндустрия поредица от събития: откриване на новата Зала „Бунюел“, изложба под надслов „Тайният свят на Бунюел“ и извънредна прожекция на „Виридиана“, носител на „Златна палма“ през 1961 година, в присъствието на специално поканени артисти. В Лос Анджелис функционира Филмовият институт „Луис Бунюел“, чиято цел е да популяризира неговата работа и да подпомага изследванията на живота и творчеството му.
Луис Бунюел присъства като персонаж в множество филми. Част от телевизионния минисериал „Lorca, muerte de un poeta“ (1987 – 1988), режисиран от Хуан Антонио Бардем, пресъздава студентските години на Бунюел, Лорка и Дали, като Фернандо Валверде играе Бунюел в два епизода. В биографичния филм „Дали“ („Dalí“, 1991) на Антони Рибас ролята на Бунюел се играе от българския актьор Димитър Герасимов. Той присъства като персонаж и в биографичния филм на Алехандро Пелайо „Miroslava“ (1993) за чешко-мексиканската актриса, която се самоубива след участието си в неговия филм „Престъпният живот на Арчибалдо де ла Крус“.
Във фантастичния филм на Карлос Саура „Бунюел и масата на цар Соломон“ („Buñuel y la mesa del rey Salomón“, 2001), който разказва как Бунюел, Лорка и Дали търсят митична маса на цар Соломон, която има силата да показва миналото, настоящето и бъдещето, ролята на Бунюел се играе от трима различни актьори – Гран Уайоминг като възрастен, Пере Аркилуе като младеж и Хуан Карлос Хименес Марин като дете. Бунюел е герой и на минисериала „Severo Ochoa: La conquista de un Nobel“ (2001), посветен на нобеловия лауреат за медицина Северо Очоа, който живее в студентските общежития на Мадридския университет по същото време като Бунюел. Мат Лукас играе Бунюел в телевизионната комедия „Surrealissimo: The Scandalous Success of Salvador Dalí“  (2002), описваща „другарския съд“ от 1934 година на сюрреалистите срещу Салвадор Дали за неговите симпатии към Адолф Хитлер. Късометражният филм „The Death of Salvador Dali“ (2005) съдържа сцени с участието на Бунюел, игран от Алехандро Карденас. „Шепа прах“ („Little Ashes“, 2008) на Пол Морисън представя хипотетична любовна връзка между младите Лорка и Дали под подозрителния поглед на Бунюел, игран от Матю Макнълти. Бунюел, игран от Адриан дьо Ван, е сред множеството знаменитости, появяващи се в „Полунощ в Париж“ („Midnight in Paris“, 2011) на Уди Алън.